# Ilja Iljitsj Metsjnikov
Ilja Iljitsj Metsjnikov (Russisch: Илья Ильич Мечников), ook bekend als Eli Metchnikoff, (Ivanivka bij Charkov, Oekraïne, 16 mei 1845 – Parijs, 16 juli 1916) was een Oekraïens en Russisch microbioloog die het meest bekend is voor zijn werk naar het immuunsysteem. Metsjnikov kreeg in 1908, samen met Paul Ehrlich, de Nobelprijs voor de Fysiologie of Geneeskunde voor zijn werk aan fagocytose.
De theorie van Metsjnikov dat bacteriën in gefermenteerde melkproducten het leven zouden verlengen heeft aan de basis gelegen voor het wetenschappelijk onderzoek rondom probiotica.

## Biografie
Hij ging naar de Universiteit van Charkov om natuurwetenschap te studeren, en maakte het vierjarig curriculum in twee jaar af. Hierna ging hij naar Duitsland om zeefauna te bestuderen op Helgoland en daarna aan de universiteiten van Gießen, Göttingen en München. In 1867 keerde hij terug naar Rusland als docent aan de nieuwe universiteit van Odessa, gevolgd door een aanstelling aan de universiteit van Sint-Petersburg. In 1870 ging hij terug naar Odessa om titulair hoogleraar zoölogie en vergelijkende anatomie te worden.
Zijn eerste vrouw Ljoedmilla Fjodorovitsj leed aan tuberculose waaraan ze in 1873 overleed. Haar dood, samen met andere problemen, deden hem een onsuccesvolle zelfmoordpoging doen met een grote dosis opium. Hij trouwde opnieuw in 1875, en zijn tweede vrouw kreeg in 1880 tyfus, wat leidde tot een tweede zelfmoordpoging. Hij werd er erg ziek van.

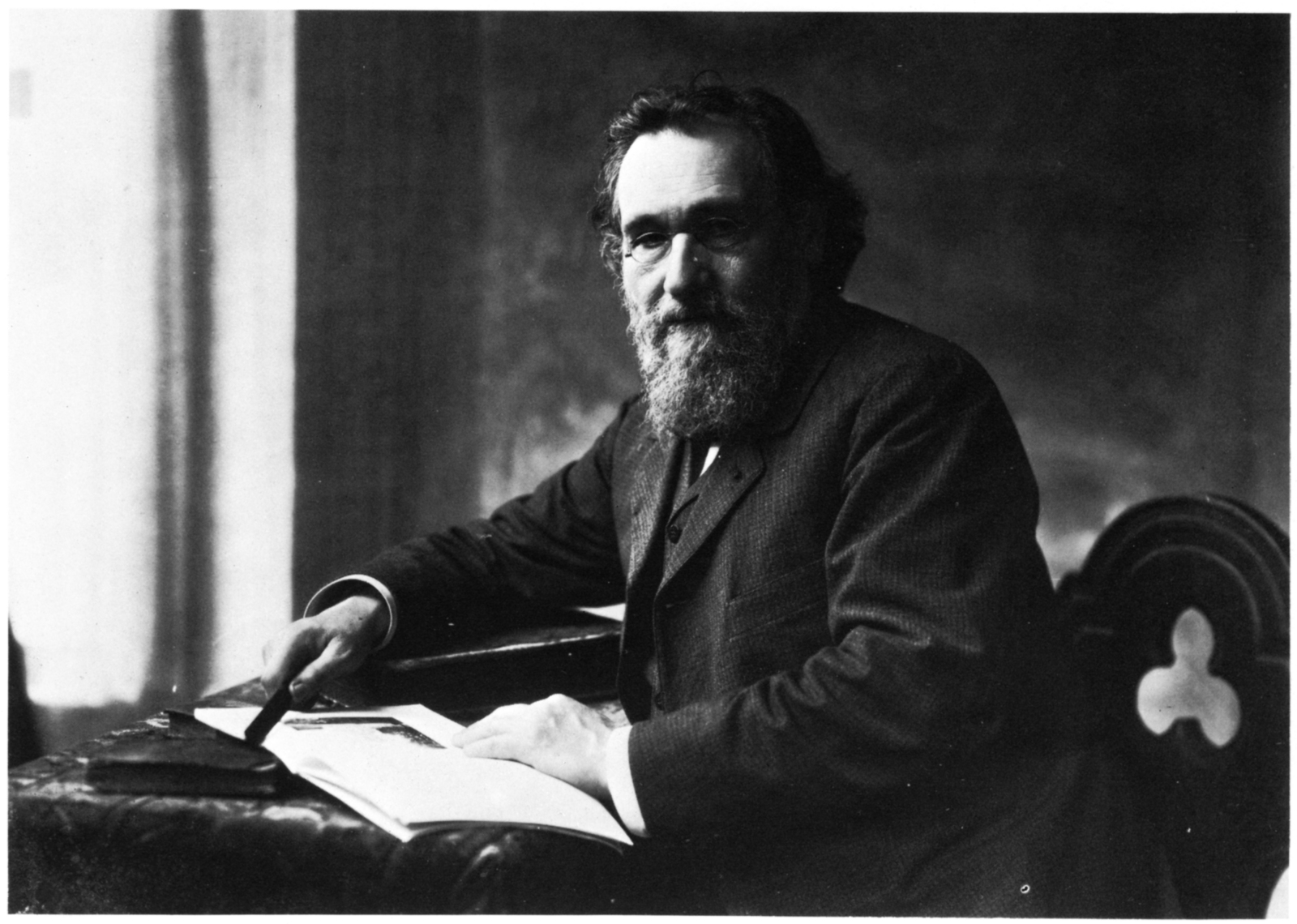
Ilja Iljitsj Metsjnikov, door Nadar.

Hij raakte geïnteresseerd in de studie van microben en speciaal het immuunsysteem. In 1882 nam hij ontslag in Odessa en zette een eigen laboratorium op in Messina om vergelijkende embryologie te bestuderen, waar hij fagocytose ontdekte na experimenten met de larven van zeesterren. Zijn theorieën waren radicaal: Witte bloedcellen konden schadelijke lichaampjes als bacteriën verslinden en vernietigen. De ‘gesofisticeerde’ microbejagers in het westen — Pasteur, Behring, etc. — bespotten de Rus en zijn theorie.
Metsjnikov keerde in 1886 naar Odessa terug als directeur van het eerste Russische bacteriologisch instituut dat opgezet was om vaccins tegen tuberculose cholera en hondsdolheid te ontwikkelen en verspreiden. Na wat moeilijkheden ging hij in 1888 weg en vertrok naar Parijs om Pasteurs advies te vragen. Pasteur gaf hem een aanstelling aan het Pasteur-instituut, waar hij de rest van zijn leven bleef. Aan dat instituut zette hij het onderzoek naar fagocytose voort. In 1904 werd hij daar adjunct-directeur.
Later in het gelijk gesteld, leverde Metsjnikovs werk aan fagocyten hem in 1908 de Nobelprijs voor de Fysiologie of Geneeskunde op. Inmiddels zijn Metsjnikovs ideeën een basisprincipe van de immunologie.
Metsjnikov en Émile Roux waren de eersten die ontdekten dat de wonden van syfilispatiënten de Treponema pallidum bacterie bevatten en dat de ziekte overgedragen kan worden op apen. Ze onderzochten de effecten van een calomelhoudende zalf ter behandeling van syfilis.
Rond 1900 ging Metsjnikov ervan uit dat de complexe microbiële flora in het colon een slechte invloed had op de gastheer. Bij anaerobe afbraak van proteïnen in het colon zouden rottingsbacteriën toxische stoffen produceren. Hij veronderstelde dat diverse ziekten zoals atherosclerose, dementie en zelfs veroudering in zijn algemeenheid, veroorzaakt werden door deze "autointoxicatie". Metsjnikov poneerde als eerste de term "dysbiose" om de overgroei van pathogene darmbacteriën te beschrijven.
Metsjnikov ontdekte dat het regelmatig gebruik van melkzuurbacteriën in gefermenteerde zuivelproducten, zoals yoghurt, geassocieerd was met gezondheid en ouderdom in Bulgaarse plattelandgemeenschappen. Hij schreef dit, geïnspireerd door het werk van de Japanse wetenschapper Minoru Shirota, toe aan de Bacillus bulgaricus, die ontdekt werd door de Bulgaarse arts Stamen Grigorov. Zuurvorming door melkzuurbacteriën zou de groei van de rottingsbacteriën tegengaan.
De wetenschappelijke onderbouwing voor het gebruik van melkzuurbacteriën beschreef Metsjnikov in het boek "Essais optimistes" uit 1907 en in een publicatie uit 1908.
Overtuigd van zijn theorie gebruikte Metsjnikov dagelijks gefermenteerde zuivelproducten tot hij in 1916 op 71-jarige leeftijd overleed.
Na zijn dood heeft het lang geduurd voordat zijn theorie omtrent melkzuurbacteriën wetenschappelijk serieus werd genomen. In de periode rondom de beide Wereldoorlogen deden slechts enkele wetenschappers, vooral Russische onderzoekers, wetenschappelijk onderzoek naar het therapeutisch gebruik van micro-organismen. In de jaren 60 van de twintigste eeuw ontstond hernieuwde belangstelling en werd het begrip "probioticum" geïntroduceerd als benaming voor micro-organismen met een verondersteld gezondheidsbevorderend effect.
Tot Metsjnikovs bekendste publicaties behoren L'immunité dans les maladies infectieuses (1907), Études sur la nature humaine (1903) en Essais optimistes (1907).
De universiteit van Odessa draagt sinds 1945 zijn naam.

## Referentie
- Microbe Hunters, door Paul De Kruif (p. 1926)

1901: Behring · 
1902: Ross · 
1903: Finsen · 
1904: Pavlov · 
1905: Koch · 
1906: Golgi, Ramón y Cajal · 
1907: Laveran · 
1908: Mechnikov, Ehrlich · 
1909: Kocher · 
1910: Kossel · 
1911: Gullstrand · 
1912: Carrel · 
1913: Richet ·
1914: Bárány · 
1919: Bordet · 
1920: Krogh · 
1922: Hill, Meyerhof · 
1923: Banting, Macleod · 
1924: Einthoven ·
1926: Fibiger · 
1927: Wagner-Jauregg · 
1928: Nicolle · 
1929: Eijkman, Hopkins · 
1930: Landsteiner · 
1931: Warburg · 
1932: Sherrington, Adrian · 
1933: Morgan · 
1934: Whipple, Minot, Murphy · 
1935: Spemann · 
1936: Dale, Loewi · 
1937: Szent-Györgyi · 
1938: Heymans · 
1939: Domagk · 
1943: Dam, Doisy · 
1944: Erlanger, Gasser · 
1945: Fleming, Chain, Florey · 
1946: Muller · 
1947: C. Cori, G. Cori, Houssay · 
1948: Müller · 
1949: Hess, Moniz · 
1950: Kendall, Reichstein, Hench · 
1951: Theiler · 
1952: Waksman · 
1953: Krebs,Lipmann ·
1954: Enders, Weller, Robbins · 
1955: Theorell · 
1956: Cournand, Forssmann, Richards · 
1957: Bovet · 
1958: Beadle, Tatum, Lederberg · 
1959: Ochoa, Kornberg · 
1960: Burnet, Medawar · 
1961: Békésy · 
1962: Crick, Watson, Wilkins · 
1963: Eccles, Hodgkin, Huxley · 
1964: Bloch, Lynen · 
1965: Jacob, Lwoff, Monod · 
1966: Rous, Huggins · 
1967: Granit, Hartline, Wald · 
1968: Holley, Khorana, Nirenberg · 
1969: Delbrück, Hershey, Luria · 
1970: Katz, Euler, Axelrod · 
1971: Sutherland · 
1972: Edelman, Porter · 
1973: Frisch, Lorenz, Tinbergen · 
1974: Claude, De Duve, Palade · 
1975: Baltimore, Dulbecco, Temin ·
1976: Blumberg, Gajdusek · 
1977: Guillemin, Schally, Yalow · 
1978: Arber, Nathans, Smith · 
1979: Cormack, Hounsfield · 
1980: Benacerraf, Dausset, Snell · 
1981: Sperry, Hubel, Wiesel · 
1982: Bergström, Samuelsson, Vane · 
1983: McClintock · 
1984: Jerne, Köhler, Milstein · 
1985: Brown, Goldstein · 
1986: Cohen, Levi-Montalcini · 
1987: Tonegawa · 
1988: Black, Elion, Hitchings · 
1989: Bishop, Varmus · 
1990: Murray, Thomas · 
1991: Neher, Sakmann · 
1992: Fischer, Krebs · 
1993: Roberts, Sharp · 
1994: Gilman, Rodbell · 
1995: Lewis, Nüsslein-Volhard, Wieschaus · 
1996: Doherty, Zinkernagel · 
1997: Prusiner · 
1998: Furchgott, Ignarro, Murad · 
1999: Blobel · 
2000: Carlsson, Greengard, Kandel ·
2001: Hartwell, Hunt, Nurse · 
2002: Brenner, Horvitz, Sulston · 
2003: Lauterbur, Mansfield · 
2004: Axel, Buck · 
2005: Marshall, Warren ·
2006: Fire, Mello ·
2007: Capecchi, Smithies, Evans ·
2008: Zur Hausen, Barré–Sinoussi, Montagnier ·
2009: Blackburn, Greider, Szostak ·
2010: Edwards ·
2011: Beutler, Hoffmann, Steinman ·
2012: Gurdon, Yamanaka ·
2013: Rothman, Schekman, Südhof ·
2014: O'Keefe, Moser, Moser ·
2015: Campbell, Omura, Tu ·
2016: Osumi ·
2017: Hall, Rosbash, Young ·
2018: Allison, Honjo ·
2019: Kaelin, Ratcliffe, Semenza ·
2020: Alter, Houghton, Rice ·
2021: Julius, Patapoutian ·
2022: Pääbo ·
2023: Karikó, Weissman ·
2024: Ambros, Ruvkun